# اشکال‌زدایی (فیلم)
«اشکال‌زدایی» (انگلیسی: Debug) فیلمی در ژانر علمی–تخیلی و ترسناک به کارگردانی دیوید هیولت است که در سال ۲۰۱۴ منتشر شد.